# Puchar Azji U-23 w piłce nożnej 2024 (eliminacje)/Grupa B
W Grupie B eliminacji do Pucharu Azji U-23 2024 brały udział następujące zespoły:
- Katar U-23
- Kirgistan U-23
- Korea Południowa U-23
- Mjanma U-23

## Stadiony
Na podstawie:
| Changwon                 | Mapa miast-gospodarzy |
| ------------------------ | --------------------- |
| Changwon Football Center | Changwon              |
| Pojemność: 15 116        | Changwon              |
|                          | Changwon              |

## Tabela
| Reprezentacja         | M | W | R | P | Br+ | Br- | +/- | Pkt. |
| --------------------- | - | - | - | - | --- | --- | --- | ---- |
| Katar U-23            | 3 | 3 | 0 | 0 | 9   | 0   | +9  | 9    |
| Korea Południowa U-23 | 3 | 2 | 0 | 1 | 4   | 2   | +2  | 6    |
| Kirgistan U-23        | 3 | 0 | 1 | 2 | 1   | 3   | -2  | 1    |
| Mjanma U-23           | 3 | 0 | 1 | 2 | 1   | 10  | -9  | 1    |

## Wyniki
| 6 września 2023 09:00 CET | Mjanma U-23 · Paing 23' | 1:1(1:0)Raport | Kirgistan U-23 · 62' Brauzman | Changwon Football Center, Changwon |
|                           |                         |                |                               |                                    |

| 6 września 2023 13:00 CET | Korea Południowa U-23 | 0:2(0:1)Raport | Katar U-23 · 38' Al-Rawi · 67' Al-Abdullah | Changwon Football Center, Changwon Widzów: 4 325 Sędzia: Abdullah Jamali |
|                           |                       |                |                                            |                                                                          |

| 9 września 2023 09:00 CET | Katar U-23 · Khaled 22' · Al-Abdullah 52', 59' · Al-Rawi 78' · Madjer 87', 89' | 6:0(1:0)Raport | Mjanma U-23 | Changwon Football Center, Changwon Sędzia: Faisal Nasser Al-Qahtani |
|                           |                                                                                |                |             |                                                                     |

| 9 września 2023 13:00 CET | Kirgistan U-23 | 0:1(0:1)Raport | Korea Południowa U-23 · 9' Hong | Changwon Football Center, Changwon Sędzia: Majed Al-Shamrani |
|                           |                |                |                                 |                                                              |

| 12 września 2023 09:00 CET | Kirgistan U-23 | 0:1(0:0)Raport | Katar U-23 · 51' Barimil | Changwon Football Center, Changwon Sędzia: Tuan Yasin |
|                            |                |                |                          |                                                       |

| 12 września 2023 13:00 CET | Korea Południowa U-23 · Paik 5' · Jeon 86' · Oh 90+2' | 3:0(1:0) | Mjanma U-23 | Changwon Football Center, Changwon |
|                            |                                                       |          |             |                                    |

## Strzelcy

### 2 gole
- Tameem Mansour Al-Abdullah
- Ahmed Al-Rawi
- Lotfi Madjer

### 1 gol
- Tameem Mansour Al-Abdullah
- Elyas Barimil
- Mohamed Khaled
- Christian Brauzman
- Hyun-seok Hong
- Byung-kwan Jeon
- Jae-hyeok Oh
- Sang-hoon Paik
- Kaung Htet Paing